# شراره (فیلم ۱۳۵۰)
شراره فیلمی به کارگردانی و نویسندگی احمد نجیب‌زاده محصول سال ۱۳۵۰ است.

## خلاصه داستان
مردی با وجوی که دو همسر دارد، شیفتهٔ خواهر یکی از همسران خود به نام «شراره» می‌شود. وی برای دست یابی به شراره شایع می‌کند که مرده‌است و با زمینه‌سازی و تغییر قیافه از او خواستگاری می‌کند، اما چون با مخالفت روبرو می‌شود، مرد مورد علاقهٔ او را تهدید می‌کند، باز هم کاری از پیش نمی‌برد تا اینکه همه چیز آشکار می‌شود. او نیز از عمل خود پشیمان شده و سرانجام شراره نیز با مرد مورد علاقه اش ازدواج می‌کند.

## بازیگران
- نیلوفر
- فرخ ساجدی
- ثریا بهشتی
- غلامحسین بهمنیار
- اشرف کاشانی
- مجید شهباز
- ریحانه
- مرتضی حاج سید احمدی
- محمدتقی کهنمویی